# Isabel da Baviera, rainha da Germânia
Isabel da Baviera também denominada como Elisabete de Baviera (Landshut, c. 1227 - Gryfów Śląski, 9 de outubro de 1273), foi rainha consorte da Germânia, Jerusalém e Sicília pelo seu casamento no dia 1 de setembro de 1246 com o rei Conrado IV da Germânia (25 de Abril de 1228, Andria, Apúlia — 1 de Maio de 1254, Lavello), filho de Frederico II da Germânia, imperador do Sacro Império Romano-Germânico e da sua segunda mulher, Iolanda de Brienne, rainha de Jerusalém.
Foi a filha de Otão II de Baviera (7 de abril de 1206 - 29 de novembro de 1253) e de Inês do Palatinado. 